# Bateria de lítio-enxofre

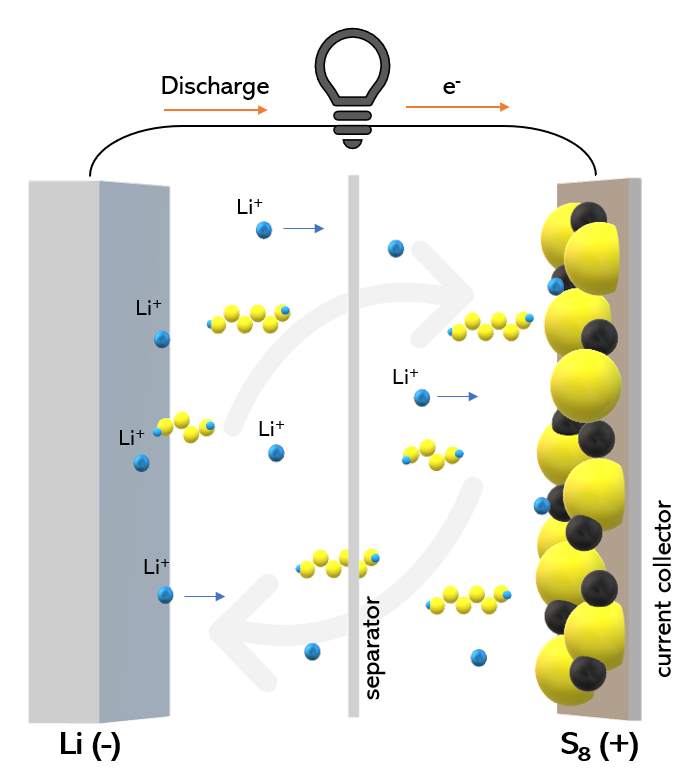
Princípio de funcionamento da bateria Li-S e efeito de vaivém.

A bateria de lítio-enxofre (Li-S) é um tipo de bateria recarregável, notável por sua alta energia específica. O baixo peso atômico do lítio e o peso atômico moderado do enxofre significa que as baterias Li-S são relativamente leves (aproximadamente a densidade da água). Elas foram usados no mais longo e de maior altitude vôo de avião movido a energia solar em agosto de 2008. As baterias de lítio-enxofre têm menos impacto ambiental e são muito mais baratas, em comparação com as baterias de íon-lítio que atualmente alimentam telefones, tablets e laptops.

## Química
Os processos químicos na célula Li-S incluem dissolução de lítio da superfície ânodo (e incorporação em sais de polissulfeto de metal alcalino) durante a descarga e inverção da galvanoplastia de lítio no ânodo durante o carregamento.

### Ânodo
Na superfície anódica, ocorre a dissolução do lítio metálico, com a produção de elétrons e íons de lítio durante a descarga e a eletrodeposição durante a carga.
A semi-reação é expressa como:
{\displaystyle {\ce {Li <=> Li+ + e-}}}
Em analogia com as baterias de lítio, a reação de dissolução / eletrodeposição causa, com o tempo, problemas de crescimento instável da interface sólido-eletrólito (SEI), gerando locais ativos para a nucleação e crescimento dendrítico do lítio. Dendritic growth is responsible for the internal short circuit in lithium batteries and leads to the death of the battery itself.

### Cátodo
Nas baterias Li-S, a energia é armazenada no eletrodo de enxofre (S 8 ). Durante a descarga, os íons de lítio no eletrólito migram para o cátodo, onde o enxofre é reduzido a sulfeto de lítio (Li 2 S). O enxofre é reoxidado para S8 durante a fase de recarga. A semi-reação é, portanto, expressa como:
{\displaystyle {\ce {S + 2Li+ + 2e- <=> Li2S}}}  (E ° ≈ 2.15 V vs Li / Li + )
Na verdade, a reação de redução de enxofre ao sulfeto de lítio é muito mais complexa e envolve a formação de polissulfetos de lítio (Li 2 S x , 8 <x <1 ) ao diminuir o comprimento da corrente de acordo com a ordem:
{\displaystyle {\ce {Li2S8->Li2S6->Li2S4->Li2S2->Li2S}}}
O produto final é na verdade uma mistura de Li 2 S 2 e Li 2 S ao invés de Li 2 S puro, devido à redução cinética lenta em Li 2 S. Isso contrasta com as células convencionais de íons de lítio, onde os íons de lítio são intercalados no ânodo e nos catodos. Cada átomo de enxofre pode hospedar dois íons de lítio. Normalmente, as baterias de íon-lítio acomodam apenas 0,5-0,7 íons de lítio por átomo hospedeiro. Consequentemente, o Li-S permite uma densidade de armazenamento de lítio muito maior. Os polissulfetos são reduzidos na superfície do cátodo em sequência enquanto a célula está descarregando:
S8 → 
Li2S8 → 
Li2S6 → 
Li2S4 → 
Li2S3
Através de um separador de difusão porosa, polímeros de enxofre se formam no cátodo enquanto a célula carrega:
Li2S → 
Li2S2 → 
Li2S3 → 
Li2S4 → 
Li2S6 → 
Li2S8 → S8
Essas reações são análogas às da bateria de sódio e enxofre.
Os principais desafios das baterias Li-S são a baixa condutividade do enxofre e sua enorme mudança de volume ao descarregar e encontrar um cátodo adequado é o primeiro passo para a comercialização de baterias Li-S. Portanto, a maioria dos pesquisadores usa um cátodo de carbono/enxofre e um ânodo de lítio. O enxofre é muito barato, mas praticamente não tem eletrocondutividade, 5×10−30 S⋅cm−1 em 25 °C. Um revestimento de carbono fornece a eletrocondutividade ausente. As nanofibras de carbono fornecem um caminho eficaz de condução de elétrons e integridade estrutural, com a desvantagem do custo mais alto.
Um problema com o projeto lítio-enxofre é que, quando o enxofre no cátodo absorve lítio, a expansão do volume das composições do LixS  acontece, e expansão de volume prevista de Li2S é quase 80% do volume do enxofre original. Isso causa grandes tensões mecânicas no cátodo, que é uma das principais causas de degradação rápida. Esse processo reduz o contato entre o carbono e o enxofre e evita o fluxo de íons de lítio para a superfície do carbono.
As propriedades mecânicas dos compostos de enxofre litiado são fortemente dependentes do teor de lítio e, com o aumento do teor de lítio, a resistência dos compostos de enxofre litiado melhora, embora esse incremento não seja linear com a litiação.
Uma das principais deficiências da maioria das células Li-S são as reações indesejadas com os eletrólitos. Enquanto S e 
Li2S são relativamente insolúveis na maioria dos eletrólitos, muitos polissulfetos intermediários não são. Dissolvendo 
Li2Sn em eletrólitos causa perda irreversível de enxofre ativo. O uso de lítio altamente reativo como eletrodo negativo causa dissociação da maioria dos eletrólitos de outro tipo comumente usados. O uso de uma camada protetora na superfície do ânodo foi estudado para melhorar a segurança das células, ou seja, o uso de revestimento de Teflon mostrou melhora na estabilidade do eletrólito, LIPON, Li3N também exibiu desempenho promissor.

## Pesquisas
Pesquisadores australianos desenvolveram o que eles afirmam ser a "bateria de lítio-enxofre mais eficiente” disponível para 2020. Esse dispositivo pode estender a autonomia do seu telefone por cinco dias consecutivos sem recarga. Seu uso em carros elétricos, onde poderia oferecer um alcance de mais de 1000 km  sem reabastecimento e faz o telefone celular funcionar por cinco dias contínuos.